# Paskosaari (ö i Päijänne-Tavastland, Lahtis, lat 61,68, long 25,62)
Paskosaari är en ö i Finland. Den ligger i sjön Päijänne och i kommunen Sysmä i den ekonomiska regionen  Lahtis ekonomiska region  och landskapet Päijänne-Tavastland, i den södra delen av landet, 170 km norr om huvudstaden Helsingfors. Öns area är 0,5 hektar och dess största längd är 110 meter i sydöst-nordvästlig riktning.